# Kia Towner
Kia Towner – samochód dostawczo-osobowy typu mikrovan klasy miejskiej produkowany pod południowokoreańską marką Kia w latach 1992–2002.

## Historia i opis modelu

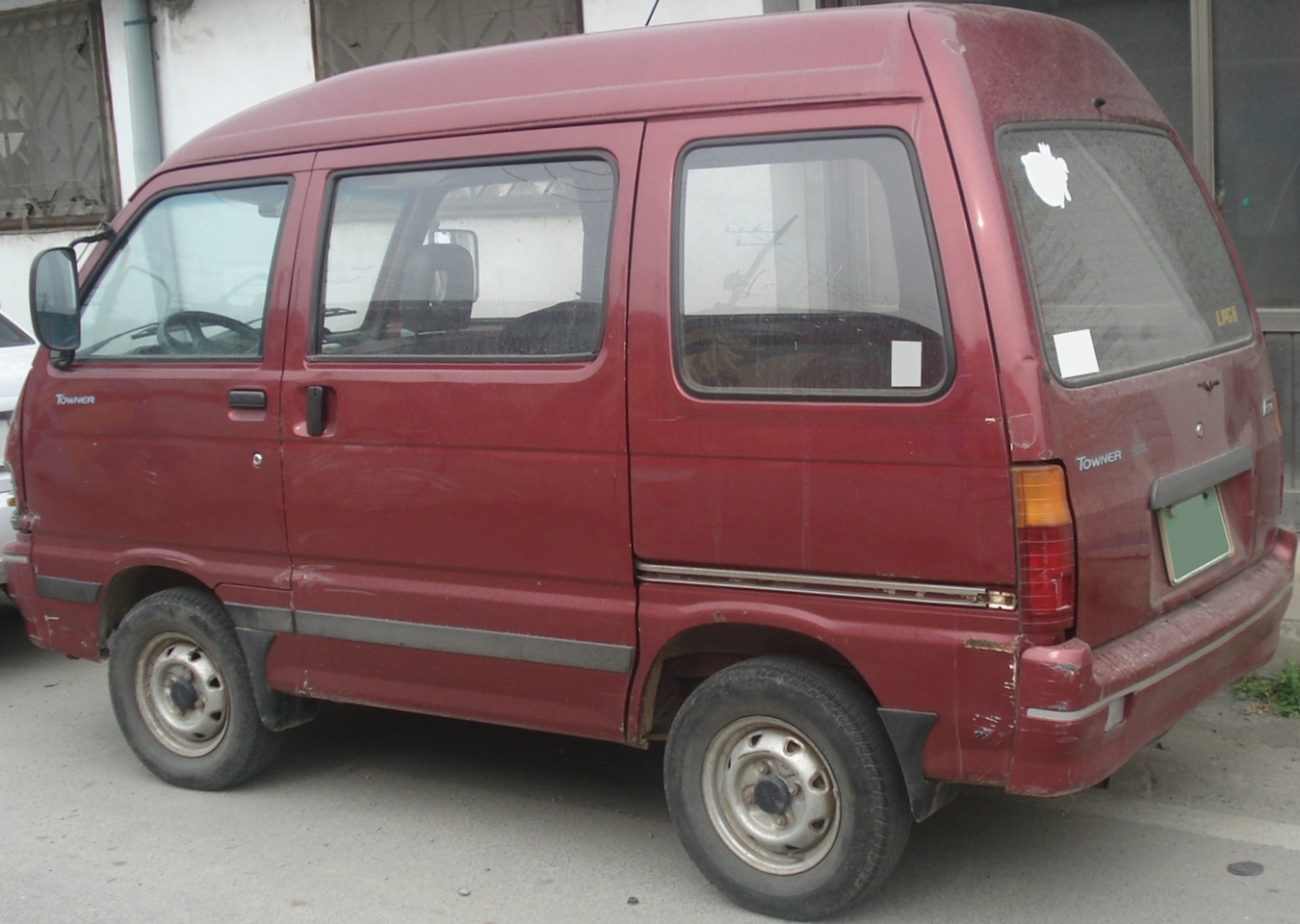
Kia Towner - tył

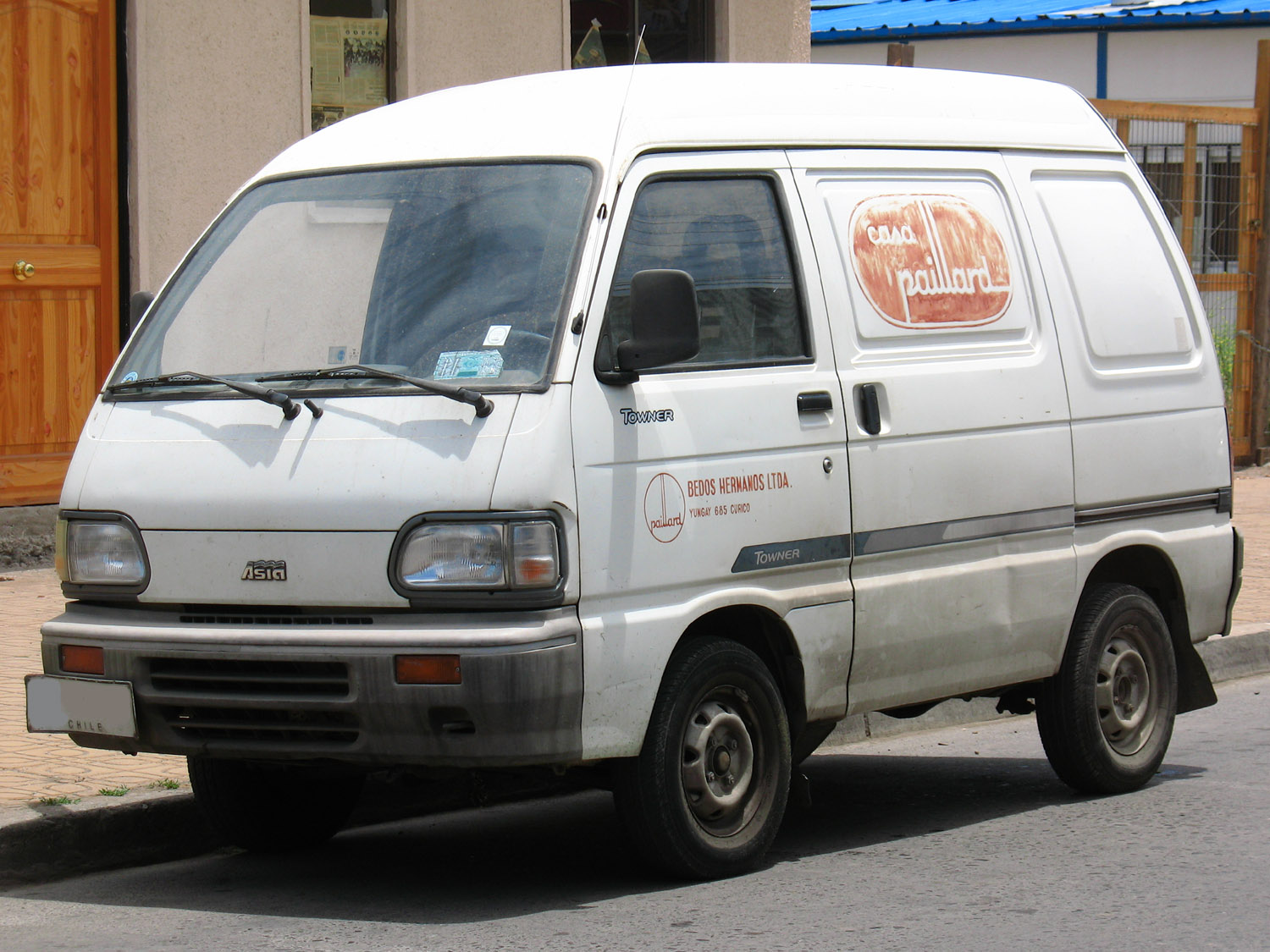
chilijska Asia Towner

W 1992 roku Kia zdecydowała się uzupełnić swoją ofertę samochodów dostawczo-osobowych o pozycjonowany poniżej topowej Besty znacznie mniejszy pojazd o nazwie Towner. Samochód powstał w ramach współpracy z japońskim Daihatsu jako bliźniacza konstrukcja wobec modelu Hijet, odróżniając się od niego inną stylizacją przedniej części nadwozia.
Jednobryłowe nadwozie charakteryzowało się obłą sylwetką z tylnymi drzwiami odsuwanymi do tyłu, a także umieszczoną centralnie jednostką napędową. Kia Towner dostępna była wyłącznie z 0,8-litrowym trzycylindrowym silnikiem benzynowym.
Gama nadwoziowa Kii Towner składała się zarówno z odmiany dostawczej, jak i osobowej umożliwiającej przewiezienie do 6 osób w trzech rzędach siedzeń. Ponadto, uzupełnieniem oferty był także 2-drzwiowy pick-up ze skrzyniową zabudową.

### Sprzedaż
Kia Towner była produkowana i sprzedawana głównie na wewnętrznym rynku Korei Południowej, za to do wybranych państw Ameryki Południowej eksportowano ją pod marką Asia jako Asia Towner.

### Silniki
- R3 0.8l